# سد دره موجب
سد دره موجب (عربی: سد وادي الموجب) یک سد آبی است که در استان مادبا در مرکز اردن قرار دارد.

## تاریخچه
گنجایش ذخیره‌سازی سد ۳۰ میلیون متر مکعب است. ساخت سد در سال ۱۹۹۹ آغاز شد و ساخت آن در سال ۲۰۰۳ تکمیل شد. این سد برای اهداف مختلف از جمله، صنعت و آبیاری استفاده می‌شود. سد از نوع بتونی و خاکی همگن می‌باشد. طی سال ۲۰۱۳ سد با سیلی مواجه شد که به دلیل بارندگی‌های سنگین و برفی که در آن سال به منطقه ضربه زد به وقوع پیوست. دره موجب که از آن با نام تاریخی «رود ارنون» نیز یاد می‌شود آبرسان اصلی سد به حساب می‌آید.
در اوایل دهه ۲۰۱۰ برای زیباسازی در مناطق اطراف سد درختکاری شد. سد همچنین برای ماهیگیری و پرورش ماهی به کار می‌رود.